# Александрович, Илья Иванович
Илья Иванович Александрович (1874—1960) — российский революционер, активный борец за установление Советской власти на Дальнем Востоке. Видный партийный и государственный деятель Дальнего Востока СССР.

## Биография
Революционер. Участник трёх революций (1905 года, Февральской буржуазно-демократической и Октябрьской социалистической 1917 года).
После 1917 года был отправлен партией на Дальний Восток, где принимал активное участие в борьбе с контрреволюцией и интервенцией. Участник Гражданской войны в России.
После окончания Гражданской войны работал в системе Народного комиссариата внешней торговли и Рудметаллторга.
В 1934 году был исполняющим обязанности председателя Владивостокского горсовета.
Не прекращал общественной работы. Уйдя на пенсию в 1954 году, вёл работу по воспитанию молодежи, был секретарём ветеранской организации, неоднократно избирался депутатом Владивостокского городского Совета депутатов трудящихся.
Умер в 1960 году. Был похоронен на Морском кладбище Владивостока.

## Память
31 марта 1961 году решением исполнительного комитета Владивостокского городского Совета депутатов трудящихся улица Последняя на 26-м км (Садгород) переименована в улицу И. И. Александровича.